# Armand Laurienté
Armand Gaëtan Laurienté (Gonesse, 4 december 1998) is een Frans-Guadeloups voetballer die doorgaans speelt als vleugelspeler. In augustus 2022 verruilde hij FC Lorient voor Sassuolo.

## Clubcarrière
Laurienté speelde in de jeugd van Roissy-en-France en Sarcelles, voor hij via Red Star in 2013 terechtkwam in de opleiding van Stade Rennais. Hier tekende hij in juli 2018 zijn eerste professionele contract, waarna hij direct verhuurd werd aan Orléans. Hier maakte hij op 27 juli zijn professionele debuut, in de Ligue 2 tegen RC Lens. Die club was door treffers van Yannick Gomis en Jean-Ricner Bellegarde met 0–2 te sterk voor Orléans. Laurienté mocht van coach Didier Ollé-Nicolle na negenenzestig minuten invallen voor Durel Avounou. Zijn eerste doelpunt volgde op 31 augustus 2018, toen hij op bezoek bij Le Havre scoorde. Ondanks zijn goal werd met 3–1 verloren.
In de winterstop besloot Stade Rennais hem terug te roepen van zijn verhuurperiode. In september 2019, na twee wedstrijden voor Stade Rennais gespeeld te hebben, werd Laurienté opnieuw verhuurd, nu aan FC Lorient. Met Lorient promoveerde hij naar de Ligue 1, waarna de club hem voor circa drie miljoen euro definitief overnam.
Laurienté maakte in de zomer van 2022 voor een bedrag van circa tien miljoen euro de overstap naar Sassuolo, waar hij zijn handtekening zette onder een verbintenis voor de duur van vijf seizoenen. Tijdens zijn eerste twee seizoenen maakte de Fransman respectievelijk zeven en vijf doelpunten. In die laatste jaargang kon hij met zijn treffers Sassuolo niet behoeden voor degradatie naar de Serie B. Een jaar later werden Laurienté en Sassuolo kampioen van de Serie B en keerden zodoende terug op het hoogste niveau.

## Clubstatistieken
| Seizoen | Club          | Competitie | Competitie | Competitie | Beker | Beker | Internationaal | Internationaal | Totaal | Totaal |
| Seizoen | Club          | Competitie | Wed.       | Dlp.       | Wed.  | Dlp.  | Wed.           | Dlp.           | Wed.   | Dlp.   |
| ------- | ------------- | ---------- | ---------- | ---------- | ----- | ----- | -------------- | -------------- | ------ | ------ |
| 2017/18 | Stade Rennais | Ligue 1    | 0          | 0          | 0     | 0     | —              | —              | 0      | 0      |
| 2018/19 | → US Orléans  | Ligue 2    | 12         | 3          | 5     | 0     | —              | —              | 17     | 3      |
| 2018/19 | Stade Rennais | Ligue 1    | 1          | 0          | 1     | 0     | —              | —              | 2      | 0      |
| 2019/20 | → FC Lorient  | Ligue 2    | 19         | 2          | 4     | 1     | —              | —              | 23     | 3      |
| 2020/21 | FC Lorient    | Ligue 1    | 29         | 3          | 0     | 0     | —              | —              | 29     | 3      |
| 2021/22 | FC Lorient    | Ligue 1    | 35         | 6          | 1     | 0     | —              | —              | 36     | 6      |
| 2022/23 | FC Lorient    | Ligue 1    | 3          | 1          | 0     | 0     | —              | —              | 3      | 1      |
| 2022/23 | Sassuolo      | Serie A    | 28         | 7          | 0     | 0     | —              | —              | 28     | 7      |
| 2023/24 | Sassuolo      | Serie A    | 37         | 5          | 3     | 0     | —              | —              | 40     | 5      |
| 2024/25 | Sassuolo      | Serie B    | 29         | 15         | 1     | 1     | —              | —              | 30     | 16     |
| Totaal  | Totaal        | Totaal     | 193        | 42         | 15    | 2     | 0              | 0              | 208    | 44     |

Bijgewerkt op 15 april 2025.

## Erelijst
| Competitie      |               |               |
| Competitie      | Aantal        | Jaren         |
| Stade Rennais   | Stade Rennais | Stade Rennais |
| --------------- | ------------- | ------------- |
| Coupe de France | 1             | 2018/19       |
| FC Lorient      |               |               |
| Ligue 2         | 1             | 2019/20       |
| Sassuolo        |               |               |
| Serie B         | 1             | 2024/25       |